# Samuel Pampułow
Samuel Pampułow (ros. Самуил Моисеевич Пампулов; ur. 1831 w Mikołajowie, zm. 31 grudnia 1911 w Eupatorii) – karaimski hachan Eupatorii i burmistrz miasta, honorowy obrońca Sewastopola w 1853.

## Życiorys
W 1847 wraz z rodziną wyprowadził się do Eupatorii, gdzie uczył się w szkole państwowej i karaimskiej. 
W czasie wojny krymskiej udał się na front jako pomocnik chirurga Nikołaja Pirogowa. Po powrocie do Eupatorii zaangażowany w działalność lokalnego samorządu jako wiceburmistrz (1857–1860), burmistrz (1860–1866) i prezydent miasta przez cztery kadencje (1867–1879). Zajmował się odbudową miasta po zniszczeniach wojennych.
Na okres urzędowania Pampułowa przypada gwałtowny rozwój miasta: w 1870 dokonano otwarcia stacji telegraficznej, powstała rosyjskojęzyczna szkoła dla Tatarów, stworzono od podstaw kanalizację miejską, wybrukowano i oświetlono ulice.
W 1878 został wybrany hachanem Eupatorii – za jego rządów przeprowadzono spis wyznawców karaimizmu: w 1879 w 28 parafiach na terenie Rosji żyło ich 8,5 tys.
W 1895 otwarto Karaimską Szkołę Duchowną im. Aleksandra II (АКДУ), która kształciła przyszłych hazzanów w języku rosyjskim. Rok później Pampułow stanął na czele rady szkoły karaimskiej im. S. Kohena, która oferowała powszechną bezpłatną edukację dzieciom karaimskim.
Zmarł w Eupatorii pod koniec 1911.